# جاروبرقی

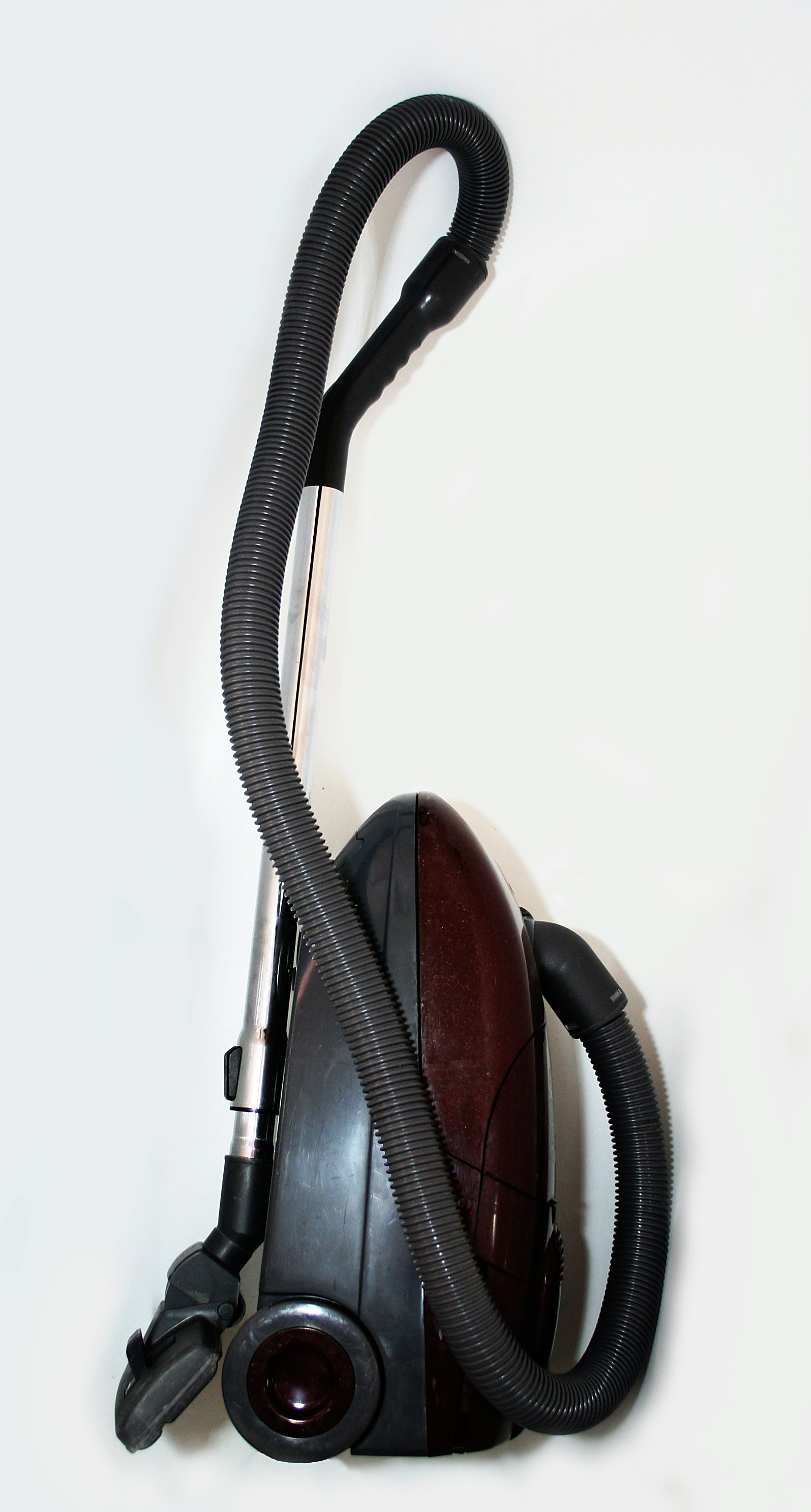
جاروبرقی خانگی

جاروبرقی یا ( فارسی تاجیکستان:چنگ‌کِشَک ) وسیله‌ای است که به وسیلهٔ مکش، کثافات و گرد و غبار را جمع‌آوری می‌کند. بعضی از جاروبرقی‌ها نیز به وسیله آب کار می‌کنند. نخستین جاروبرقی توسط شخصی به نام آیوز مک‌گافی اختراع گردید و در ۸ ژوئن ۱۸۶۹ این اختراع، در آمریکا به ثبت رسید. باوجوداین، برخی بر این باورند که سازندهٔ این دستگاه فردی آمریکایی به‌نام دنیل هس می‌باشد. از سال ۲۰۱۴ میلادی و طبق قوانین اتحادیه اروپا تولید جاروبرقی با مصرف برق بیش از ۱۶۰۰ وات ممنوع و از سال ۲۰۱۷ نیز این میزان به ۹۰۰ وات تقلیل یافت. آزمایش‌ها نشان داده‌است که جاروبرقی می‌تواند تا ۱۰۰٪ کک‌های جوان و تا ۹۶٪ کک‌های بالغ و بزرگسال را از بین ببرد.
خرده آشغال‌ها در یک کیسه گرد و غبار یا سیکلون جمع می‌شود تا بعداً دور ریخته شود. جاروبرقی‌ها که در خانه‌ها و همچنین در صنعت استفاده می‌شوند، در اندازه‌ها و مدل‌های مختلفی وجود دارد؛ از دستگاه‌های دستی کوچک باتری ای تا جاروبرقی‌های مرکزی خانگی.

## تاریخچه
جاروبرقی نسخه تکامل یافته جارو دستی است که از جارو نپتون مشتق شده‌است. نخستین مدل‌های دستی با استفاده از دمنده در دهه ۱۸۶۰ تولید شد و نخستین طرح‌های موتوری در اوایل قرن ۲۰ ظاهر شدند.

### جاروبرقی دستی
در سال ۱۸۶۰ یک جاروبرقی دستی توسط دنیل هس از وست یونیون، آیووا اختراع شد؛ که به آن «جارو نپتون» می‌گویند، با یک برس چرخان گرد و غبار را جمع می‌کند و برای تولید مکش دارای یک دمنده است. مدل اولیه دیگر (۱۸۶۹) «گردباد» بود که در سال ۱۸۶۸ توسط شیو مک گافی در شیکاگو اختراع شد. مدل مشابهی توسط ملویل آر بیسل از گرندرپیدز، میشیگان در سال ۱۸۷۶ ساخته شد، وی همچنین جارو نپتون را تولید می‌کرد. این شرکت بعداً جاروبرقی‌های قابل حمل را به مجموعه ابزار تمیز کردن خود اضافه کرد.

## اجزای جاروبرقی
اجزای جاروبرقی به دو قسمت اصلی الکتریکی و مکانیکی تقسیم می‌شود.

### قسمت الکتریکی
قسمت‌های استاتور (قسمت ساکن)، کلکتور (کموتاتور) و جاروبکها (زغال‌ها) قسمت‌های الکترونیکی جاروبرقی را تشکیل می‌دهند.

### قسمت مکانیکی
سیم جمع کن، مخزن زباله و فیلتر قسمت‌های مکانیکی جاروبرقی را تشکیل می‌دهد.

## انواع جاروبرقی
جاروبرقی در حالت کلی به چند نوع تقسیم می‌شود:
- جاروبرقی خانگی
- جاروبرقی هتلی
- جاروبرقی تجاری
- جاروبرقی نیمه صنعتی
- جارو برقی صنعتی

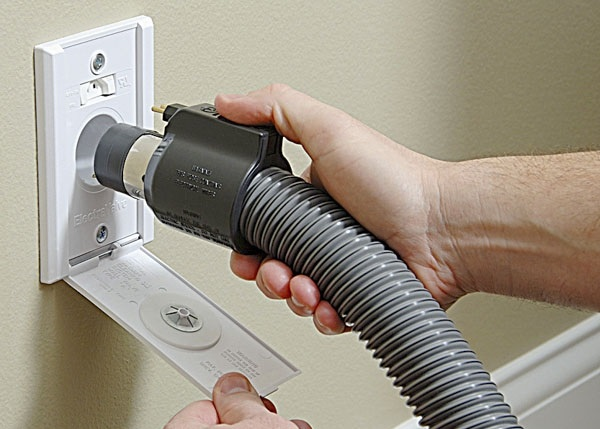

جارو برقی صنعتی یا همان جارو صنعتی یکی از دستگاه‌های قدرتمندی است که برای تمیز کردن محیط‌های صنعتی و نیمه صنعتی طراحی شده است. این محصولات دارای مکش قوی‌تر، فیلتراسیون هوای خروجی بهتر، توانایی کار طولانی مدت‌، دوام بدنه و همچنین عمر بالاتر نسبت به مدلهای خانگی هستند. همچنین یکی از مهم‌ترین پارامترها و ویژگی کلیدی مدلهای مختلف جارو برقی صنعتی، امکان مکش آب و مایعات است.»
سیستمی نیز وجود دارد که یک جاروبرقی قوی در ساختمان‌های بزرگ مسکونی، اداری، تجاری یا کارخانه‌ها در یک محل ثابت قرار می‌گیرد که از نقاط مختلف ساختمان دریچه‌هایی از طریق لوله‌کشی به آن متصل می‌شوند. این مدل که با نام جاروی مرکزی مطرح می‌شود بسیار کاربردی می‌باشد و هم‌زمان چندین کاربر می‌توانند از آن استفاده نمایند. همچنین این دستگاه‌ها با دوام تر و مقاوم تر از نمونه‌های خانگی هستند و اگر به مدت طولانی روشن باشد مشکلی برای آن پیش نمی‌آید و سالیان سال نیازی به تعمیر جاروبرقی ندارد.

## توان خروجی
گاهی اوقات مقدار توانی که در انتهای شلنگ تمیز کننده به جریان هوا تبدیل می‌شود بیان می‌شود و با «هواوات» اندازه‌گیری می‌شود. در واقع واحد اندازه‌گیری همان وات است. از واژه «هوا» فقط برای این استفاده می‌شود که روشن شود که این قدرت خروجی است، نه برق الکتریکی ورودی.